# Bitter Peace
Bitter Peace è un singolo promozionale del gruppo musicale statunitense Slayer, pubblicato nel 1998 ed estratto dal settimo album in studio Diabolus in Musica.

## Descrizione
Il brano rappresenta la traccia iniziale del disco e si caratterizza per il significato del testo, che descrive l'infinito e distruttivo ciclo della guerra. Infatti parla di come la guerra ci sarà sempre, generando dolore e distruzione portando il tutto ad una "pace amara". Il brano è anche conosciuto per il suo veloce e pesante riff thrash di chitarra e i cambi di tempo brutali. Anche se contiene delle sonorità del nu metal, mantiene (assieme a tutte le altre tracce sull'album) gli assoli di chitarra, cosa che nel genere non è molto comune. Inoltre, Bitter Peace è uno dei tanti brani sul disco ad essere scritto in accordatura in do (C tuning).

## Tracce
1. Bitter Peace – 4:32

## Formazione
- Tom Araya – basso, voce
- Paul Bostaph – batteria
- Jeff Hanneman – chitarra
- Kerry King – chitarra